# Ricardo Rosset
Ricardo Rosset (São Paulo, 27 juli 1968) is een Braziliaans autocoureur en voormalig Formule 1-rijder. Hij maakte zijn Formule 1-debuut in 1996 bij Footwork en nam deel aan 33 Grands Prix waarvan hij er 27 mocht starten. Hij scoorde geen punten.
Hij reed Formule 3 in Engeland en in 1995 in de Formule 3000. In deze klasse won hij twee races en werd tweede in het kampioenschap. Hij mocht een jaar later starten in de Formule 1 bij Footwork als teamgenoot van Jos Verstappen. De resultaten van de meer ervaren Nederlander waren beter en het team stopte de ontwikkeling van de auto toen Tom Walkinshaw het team kocht. In 1997 stapte hij over naar Mastercard Lola maar dat team trok zich terug uit de Formule 1 na één race waarin ze zich niet konden kwalificeren.
In 1998 ging hij rijden voor Tyrrell, dat kort voordien was overgenomen door Craig Pollock, en gaandeweg zich transformeren tot BAR. Het was opnieuw een slecht seizoen voor de rijder, waarin zijn race-kwaliteiten regelmatig in vraag werden gesteld en dat niet in verhouding stond tot zijn succesvolle pre-Formule 1-tijd.
Na dit seizoen beëindigde hij zijn F1-carrière. Hij verliet het racen en concentreerde zich op zijn zaken in sportkleding. In 2008 maakte hij een comeback als coureur in de Braziliaanse GT3 Cup. In 2010 won hij het kampioenschap in deze klasse.